# Magyarországi veszélyes hulladéktárolók és veszélyes hulladékkal szennyezett helyszínek listája
A Magyarországi veszélyes hulladéktárolók és veszélyes hulladékkal szennyezett helyszínek listája a lentebb található táblázatban szerepel. Magyarországon mintegy 150 és 300 közé tehető azoknak a helyeknek a száma, amelyek valamilyen ipari, vagy egyéb származású veszélyes hulladékkal szennyezettek.
| Helyszín                          | Veszélyes hulladék neve | Mettől meddig tartott a gyártás, hulladéklerakás                                                    | Veszélyes hulladékok becsült mennyisége                                        | Jelenlegi állapot | Mentesítés időpontja                                                 | Mentesítés összege                   |
| --------------------------------- | --- | --------------------------------------------------------------------------------------------------- | ------------------------------------------------------------------------------ | --- | -------------------------------------------------------------------- | ------------------------------------ |
| Ajka                              | szürkeiszap, vörösiszap | ---                                                                                                 | 50 millió m³ szürkeiszap, 30 millió m³ vörösiszap                              | --- | ---                                                                  | -----                                |
| Almásfüzitő                       | vörösiszap | 1950-1997                                                                                           | ---                                                                            | Az agyagszigetelésű tároló kazettáit fokozatosan befedik. | 1997-től napjainkig                                                  | ----                                 |
| Balmazújváros                     | ciánvegyületek, galvániszap, triklóretilén, klórozott oldószerek                                                                                                 | 1980-as évek                                                                                        | 2000 tonna                                                                     | 2014-ben a kiszóródott anyagokat hordókba rakták, a tárolócsarnokot lefóliázták                                                                                | ----                                                                 | ----                                 |
| Budapest, Illatos út              | benzoltartalmú anyagok, úgynevezett: DNBS-hulladékok (dinitro-benzoesav), anyalúgok, savak (például kénsav), különböző szilárd és folyékony veszélyes hulladékok | A gyártás a 2000-es évek közepéig tartott. A tárolás kezdőidőpontja nem ismert. (----) - napjainkig | 991 hordóban tárolt és ezzel együtt összesen 2800 tonnányi veszélyes hulladék. | A hordókat és tartalmukat 2015. május 31-ig elszállították a telephelyről a dorogi hulladékégetőbe, ahol megsemmisítik. A terület további mentesítést igényel. | 2015.04.30.-2015.05.31. A további hulladékokat később szállítják el. | körülbelül 1,1 milliárd forint.      |
| Kalocsa                           | --- | ---                                                                                                 | ---                                                                            | --- | ---                                                                  | ----                                 |
| Kiskunlacháza                     | --- | ---                                                                                                 | ---                                                                            | --- | ---                                                                  | ---                                  |
| Kunmadaras Régi katonai repülőtér | szénhidrogének | 1944-1992                                                                                           | ----                                                                           | Teljesen megtisztításra került | 1992-2016                                                            | 1 900 000 000 forint                 |
| Selyp                             | azbesztcement | 1971-2004                                                                                           | 26,5 ezer tonna                                                                | Épületek lebontva, a szennyezett anyagok fedetlenül a helyszínen vannak hátrahagyva.                                                                           | ----                                                                 | 1,3 milliárd forint (becsült összeg) |
| Tököl                             | Kerozin, gázolaj-kerozin keveréke, orsóolaj, gázolaj | ---                                                                                                 | ---                                                                            | --- | 2002                                                                 | ---                                  |